# Лудин (пункт контролю)
50°49′20″ пн. ш. 24°1′38″ сх. д. / 50.82222° пн. ш. 24.02722° сх. д.
Лу́дин — пункт контролю через державний кордон України на кордоні з Польщею.
Розташований у Волинській області, Володимирський район, неподалік від села Чорників, автошлях місцевого значення, на станції Лудин. З польського боку розташований пункт пропуску у місті Грубешів.
Вид пункту пропуску — залізничний. Статус пункту пропуску — міжнародний.
Характер перевезень — вантажний.
Судячи із відсутності даний на сайті МОЗ, пункт контролю «Лудин» може здійснювати лише радіологічний, митний та прикордонний контроль.